# Salzburger Eishockeyverband
Der Salzburger Eishockeyverband (SEHV) ist die gemeinnützige Interessensvertretung aller Vereine des Bundeslandes Salzburg, deren Mitglieder aktiven Eishockeysport und Inlinehockeysport betreiben. Der SEHV ist Mitglied des Österreichischen Eishockeyverbandes (ÖEHV) und dessen Satzungen untergeordnet.

## Geschichte
Der SEHV wurde 1977 als Landesverband des Österreichischen Eishockeyverbands gegründet. Der Verband ist für Regelung, Förderung des Leistungs- und Nachwuchssports sowie Beaufsichtigung des Spielbetriebs im Bundesland Salzburg zuständig. Er vertritt außerdem die Interessen der Salzburger Vereine im Austausch mit dem ÖEHV.

## Mitglieder

### Aktuelle Vereine
| Verein                           | Gründung | Stadt                          | Stadion                                        | Liga                              |
| -------------------------------- | -------- | ------------------------------ | ---------------------------------------------- | --------------------------------- |
| EK Zeller Eisbären               | 1928     | Zell am See                    | Eishalle Zell am See                           | AHL                               |
| EK Zeller Oldies                 | 1980     | Zell am See                    | Eishalle Zell am See                           |                                   |
| SV Schüttdorf                    | 1987     | Zell am See                    | Eishalle Zell am See                           | AHC Division 2 - West (Kärnten)   |
| EC Niedernsill Islanders         | 1988     | Niedernsill                    | Eissportpark Niedernsill Eishalle Zell am See  | Salzburger Landesliga 1           |
| EC Canadians Kaprun              | 1990     | Kaprun                         | Eishalle Zell am See                           | Salzburger Landesliga 1           |
| EC Eisfüchse Saalfelden          | 1993     | Saalfelden am Steinernen Meer  | Eishalle Zell am See                           | Salzburger Landesliga 2           |
| EC Red Bull Salzburg             | 1995     | Salzburg                       | Eisarena Salzburg                              | ICE, AHL (zweite Mannschaft)      |
| EC Hallein Chiefs                | 1995     | Hallein                        | Eisarena Salzburg                              |                                   |
| EHC Nuaracher Bulls              | 1996     | St. Ulrich am Pillersee, Tirol | Natureisarena PillerseeTal Sportpark Kitzbühel | Salzburger Landesliga 1           |
| DEC Salzburg Eagles              | 2001     | Salzburg                       | Eisarena Salzburg                              | EWHL, AWHL                        |
| HC Senators Salzburg             | 2001     | Salzburg                       | Eisarena Salzburg                              | Salzburger Landesliga 1           |
| EC Dark Green Ravens Ramingstein | 2002     | Ramingstein                    | Eisstadion Ramingstein Eisarena Salzburg       | Salzburger Landesliga 1           |
| EC Oilers Salzburg               | 2005     | Salzburg                       | Eisarena Salzburg                              | 1. OÖ LIWEST EHL (Oberösterreich) |
| EC Salzburg Hornets              | 2006     | Salzburg                       | Eishalle Berchtesgaden                         | Salzburger Landesliga 2           |
| EHC Lokomotive Untersberg        | 2009     | Salzburg                       | Eisarena Salzburg                              | Salzburger Landesliga 2           |
| ESV Lokomotive Bischofshofen     | 2018     | Bischofshofen                  | Eislaufplatz Bischofshofen                     |                                   |
| Ice Tigers Uttendorf             | kA       | Uttendorf                      | Eishalle Zell am See                           | Salzburger Landesliga 2           |
| EHC St. Martin bei Lofer         | kA       | St. Martin bei Lofer           | Eishalle Zell am See                           | Salzburger Landesliga 2           |
| HC Eagles Piesendorf             | kA       | Piesendorf                     | Eishalle Zell am See                           |                                   |

### Ehemalige Vereine
| Verein                             | Gründung | Stadt    | Auflösung |
| ---------------------------------- | -------- | -------- | --------- |
| Salzburger Eislauf- und Tennisclub | 1927     | Salzburg | 1938      |
| Salzburger EV                      | 1935     | Salzburg | 1967      |
| ASV Salzburg                       | kA       | Salzburg | 1967      |
| HC Salzburg                        | 1967     | Salzburg | 1982      |
| EC Tiefenbach                      | 1973     | Hallwang | 1991      |
| TV Morzg                           | 1981     | Salzburg | 1991      |
| Salzburger EC                      | 1982     | Salzburg | 1988      |
| PSV Salzburg                       | 1986     | Salzburg | 1998      |
| EC Morzg                           | 1988     | Salzburg | 1991      |
| EC Kaindl Salzburg                 | 1991     | Salzburg | 1995      |
| HCS Morzg                          | 1995     | Salzburg | 2019      |

## Vom SEHV organisierte Meisterschaften/Turniere

### Vom SEHV organisierte Meisterschaften
- Salzburger Landesliga 1[2]
- Salzburger Landesliga 2

### Vom SEHV organisierte Turniere
- Austrian Icehockey Classic (international Oldiesturnier; seit 1980)
- Icehockey World Tournament (internationales Jugendturnier; seit 1992)
- Salzburger U15 Bezirks Cup (Jugendturnier für Salzburger U15-Mannschaften)

## Kunsteisbahnen in Salzburg

### Kunsteisbahnen im Land Salzburg
| Name                  | Ort         | Baujahr | Kapazität |
| --------------------- | ----------- | ------- | --------- |
| Eisarena Salzburg     | Salzburg    | 1960    | 3.400     |
| Eishalle Zell am See  | Zell am See | 1967    | 2.600     |
| Eislaufhalle Bergheim | Bergheim    | 2005    | kA        |
| Red Bull Akademie     | Liefering   | 2014    | kA        |

### Kunst- & Natureisbahnen im Ligensystem
| Name                       | Ort                            | Baujahr | Kapazität |
| -------------------------- | ------------------------------ | ------- | --------- |
| Eisstadion Ramingstein     | Ramingstein                    | kA      | kA        |
| Eislaufplatz Bischofshofen | Bischofshofen                  | kA      | kA        |
| Eissportpark Niedernsill   | Niedernsill                    | kA      | kA        |
| Natureisarena PillerseeTal | St. Ulrich am Pillersee, Tirol | kA      | kA        |
| Sportpark Kitzbühel        | Kitzbühel, Tirol               | 2006    | 1.700     |
| Eishalle Berchtesgaden     | Berchtesgaden, DE              | kA      | 800       |

## Titel & Erfolge von SEHV-Vereinen
Hier sind die wichtigsten Erfolge der beim Salzburger Eishockeyverband gemeldeten Vereine aufgelistet:
EK Zell am See:
- 9× Österreichischer Zweitligameister: 1961, 1975, 1979, 1986, 1990, 1991, 2003, 2005, 2023
- 1× Alps-Hockey-League-Sieger: 2025

Salzburger EV:
- 1× Österreichischer Zweitligameister: 1964

HC Salzburg:
- 1× Österreichischer Zweitligameister: 1972
- Jugendmeisterschaften:
  - Knaben-Meisterschaft: 1978

Salzburger EC:
- Jugendmeisterschaften:
  - Schüler-Meisterschaft: 1984

EC Red Bull Salzburg:
- 12× Österreichischer Meister: 2007, 2008, 2010, 2011, 2014, 2015, 2016, 2018, 2022, 2023, 2024, 2025
- 2× Österreichischer Zweitligameister: 2001, 2004
- 1× IIHF-Continental-Cup-Sieger: 2010
- Champions Hockey League
  - 1× Semifinale: 2019
- Jugendmeisterschaften:
  - U20-Meisterschaft: 2006, 2010, 2015, 2016, 2021, 2022, 2023, 2025
  - U18-Meisterschaft: 2024, 2025
  - U17-Meisterschaft: 2008, 2010, 2013
  - U15-Meisterschaft: 2013

DEC Salzburg Eagles:
- 2× Österreichischer Meister: 2006, 2009
- 1× Österreichischer Zweitligameister: 2007

Red Bull Hockey Juniors:
- 3× Österreichischer Zweitligameister: 2019, 2020, 2024